# Jamaica Amateur Radio Association
Die Jamaica Amateur Radio Association (JARA), deutsch „Jamaikanischer Amateurfunkverband“, ist die nationale Vereinigung der Funkamateure auf Jamaika.

## Geschichte
Der Jamaica Amateur Radio Club, wie die JARA vor 1945 genannt wurde, wurde am 17. Februar 1939 gegründet. Hauptzweck ist die Förderung des Fortschritts der Wissenschaft und der Praxis der Funkkommunikation sowie die Erleichterung des Austauschs von Informationen und Ideen zum Thema. Nur sieben Monate nach Gründung des Clubs musste der Funkbetrieb aufgrund des Ausbruchs des Zweiten Weltkriegs (September 1939) eingestellt werden. Nach dem Krieg (1945) erwachte der Club unter seinem heutigen Namen zu neuem Leben.
Weitere wichtige Ziele der JARA sind:
- Kooperation mit vergleichbaren Verbänden und Gesellschaften,
- Vertretung seiner Mitglieder gegenüber Behörden sowie nationalen und internationalen Organisationen,
- Förderung und Durchführung von Aktivitäten zum Nutzen seiner Mitglieder und
- Unterstützung der Bevölkerung Katastrophenfall.

Die JARA veranstaltet einmal jährlich einen Fieldday. Sie ist Mitglied in der International Amateur Radio Union (IARU Region 2), der internationalen Vereinigung von Amateurfunkverbänden, und vertritt dort die Interessen der Funkamateure des Landes.